# Micro-organisme à réduction dissimilatrice de métaux
Un micro-organisme à réduction dissimilatrice de métaux (en anglais : dissimilatory metal-reducing microorganism) est une bactérie ou une archée dont la respiration cellulaire anaérobie utilise un métal comme accepteur final d'électrons. Les métaux les plus couramment utilisés par de tels micro-organismes sont le fer ferrique Fe(III) et le manganèse Mn(IV), réduits en fer ferreux Fe(II) et manganèse Mn(II), la plupart des procaryotes capables de réduire Fe(III) étant également capables de réduire Mn(IV),,. D'autres métaux et métalloïdes peuvent également servir d'accepteurs finaux d'électrons, comme le vanadium V(V), l'uranium U(VI),le sélénium Se(VI), le chrome Cr(VI), le molybdène Mo(VI), le cobalt Co(III), le palladium Pd(II), l'or Au(III) et le mercure Hg(II).

## Conditions et mécanismes de la réduction dissimilatrice des métaux
Les micro-organismes à réduction dissimilatrice de métaux forment un groupe diversifié de procaryotes, ce qui se retrouve dans les facteurs qui interviennent dans les différentes formes de réduction des métaux. La réduction dissimilatrice des métaux est un processus anaérobie, mais les micro-organismes qui la réalisent peuvent être aussi bien anaérobies stricts, comme la famille des Geobacteraceae (en), qu'anaérobies facultatifs, comme le genre Shewanella. De plus, des donneurs d'électrons différents peuvent également être utilisés dans l'oxydation couplée à la réduction des métaux. Ainsi, certaines espèces se limitent à l'hydrogène H2 et aux petits acides organiques tandis que d'autres peuvent oxyder les composés aromatiques. Dans certains cas, comme la réduction du chrome Cr(VI), le taux de réduction du métal peut être amélioré à l'aide de petits composés organiques.
L'acidité de l'environnement est un autre facteur qui influence la réduction dissimilatrice des métaux. Bien qu'il existe des micro-organismes réducteurs acidophiles et alcalophiles, la plupart de ceux qui sont le mieux caractérisés sont neutrophiles. Dans l'environnement du sol ou de sédiments, où le pH est souvent neutre, les métaux comme le fer se présentent sous leur forme solide oxydée avec un potentiel de réduction variable, qui peut affecter leur utilisation par des micro-organismes.
En raison de l'imperméabilité de la paroi cellulaire aux minéraux et de l'insolubilité des oxydes métalliques, les micro-organismes à réduction dissimilatrice de métaux ont développé des moyens de réduire les métaux dans le milieu extracellulaire par transfert d'électrons depuis le cytoplasme,. Les cytochromes c, qui sont des protéines transmembranaires, jouent un rôle important dans le transport des électrons depuis le cytosol vers des enzymes liées à la membrane plasmique du côté extérieur de la cellule. Les électrons sont ensuite transportés sur l'accepteur final d'électrons via une interaction directe entre les enzymes et les oxydes métalliques,.
Outre la réduction par contact direct, les micro-organismes à réduction dissimilatrice de métaux sont également capables de réduire les métaux à distance. Certaines espèces sont ainsi capables de produire des composés susceptibles de dissoudre les minéraux insolubles ou d'agir comme navettes à électrons, ce qui leur permet d'agir à distance. D'autres composés organiques qu'on trouve fréquemment dans les sols et les sédiments, comme les acides humiques, peuvent également agir comme navettes à électrons. Au sein des biofilms, les nanofils (en) et les sauts successifs d'électrons (processus dans lequel les électrons sautent de cellule en cellule vers le minéral) ont également été proposés comme mécanismes permettant d'expliquer la réduction de métaux sans contact direct avec les cellules,. Les cytochromes c interviennent peut-être dans ces deux mécanismes,. Dans les nanofils, par exemple, les cytochromes c interviennent dans la dernière étape de transfert des électrons à l'oxyde de métal.

## Minéraux accepteurs finaux d'électrons
On a observé une grande variété de minéraux contenant du fer ferrique Fe(III) utilisés par les bactéries ferri-réductrices comme accepteurs finaux d'électrons, comme la magnétite, l'hématite, la goethite, la lépidocrocite, l'ocre ferreuse, les oxydes ferriques hydratés, la smectite, l'illite, ou encore la jarosite.

## Formation de minéraux secondaires
Dans le milieu naturel, des minéraux secondaires sont susceptibles de se former comme sous-produits de la réduction des métaux par des micro-organismes. Les minéraux secondaires produits par bio-réduction dissimilatrice de métaux sont par exemple la magnétite, la sidérite, la vivianite et le carbonate de Fe(II) hydraté.